# 比弗湖
比弗湖（英語：Beaver Lake）是南極洲的湖泊，位於麥克羅伯特森地，處於查爾斯王子山脈中阿拉米斯山脈東南面17英里，長30英里、寬12英里，面積110平方公里。
70°47′S 68°18′E / 70.783°S 68.300°E